# SHINING (KATSUMIのアルバム)
『SHINING』（シャイニング）は1990年4月25日に発売された、KATSUMIのデビュー・アルバム。

## 概要
デビュー・シングル『SHINING IN THE NIGHT』 と同日発売された。
後に「危険な女神」が「カメリアダイヤモンド」CMイメージソングに使用されシングルカット。それに合わせジャケットやサイドキャップ等、一部仕様が変更された上で再発売。
初盤仕様のキャッチ・フレーズは「パイオニアLDC第一弾大型新人デビューアルバム遂に登場!!」であったが再発売仕様では「'90・スペシャリストの時代。僕らは、こんなボーカリストを待っていた。」に変更された。
近年では音楽配信サービスで音源が入手可能。

## 収録曲
- 全作詞：渡辺克巳
- 作曲：石川洋（特記以外）渡辺克巳（1）楠瀬誠志郎（3）都志見隆（4,8）
- 編曲：武部聡志（特記以外）"She's Happening"（3,5,9）

1. 危険な女神（4：58）
  - カメリアダイヤモンドCFイメージソング
2. TOMORROW（4：50）
3. 安心という名の欲望（5：38）
4. Tonight Spend Together（5：31）
  - 「危険な女神」カップリング曲。
  - 三井住販CMソング。
5. WE CAN LOVE YOU（4：29）
  - 日産「セフィーロ」CMソング
6. SHINING IN THE NIGHT（4：26）
  - テレビ朝日系『遊行見聞録』EDテーマ
7. Rainy day, Say I love you（4：11）
  - 東映系映画『斬殺せよ 切なきもの、それは愛[5]』挿入歌
8. マスク（4：48）
9. Get the POINT（4：36）
10. ふたつの夢（5：12）
  - 「SHINING IN THE NIGHT」カップリング曲。
  - 東映系映画『斬殺せよ 切なきもの、それは愛』主題歌